# Al Minaastadion
Het Al Minaa Stadion (Perzisch: ورزشگاه المینا) was de thuisbasis van de club Al-Minaa. Het stadion lag in de Zuid-Iraakse stad Basra en er was plaats voor 10.000 toeschouwers. In 2011 werd begonnen met het bouwen van een nieuw stadion, dit stadion is daarvoor afgebroken. Het nieuwe stadion heet Al-Minaa Olympisch Stadion.